# Joseph Daumerie
Joseph Daumerie pour l’état civil Joseph – Emile - Victor - Julie - Marie Daumerie, né le 10 avril 1888 à Brugelette et mort le 26 août 1942 à Berlin, est un lieutenant-colonel aviateur, directeur de l’Administration de l’Aviation civile et résistant belge.
Le colonel Daumerie est une des figures de proue des services de Renseignements et d’Action et de l’Aviation belge. La base aérienne de Chièvres porte d’ailleurs son nom.

## Biographie
Né à Brugelette le 10 avril 1888, Joseph Daumerie y passa une enfance heureuse. Après son passage à l’école régimentaire, il entre en 1909 à l’École royale militaire. En 1913, le lieutenant Daumerie compte parmi les pionniers de l’aviation (Ve armée) et, le 26 septembre de cette année, il est breveté pilote militaire.
Dès le 4 août 1914, celui que ses frères d’armes appelleront le « Benjam » se distingue au cours de reconnaissances aériennes fructueuses. C’est un officier dans toute l’acception du terme, un officier qui ne transige pas avec le devoir. 
Son avion abattu le 25 août 1914, au cours d’une mission dans les lignes ennemies, le lieutenant Daumerie subit une première captivité dans les forteresses allemandes. En compagnie de quelques autres aviateurs belges, il mettra à profit les longues heures de cette inaction pour préparer de multiples tentatives d’évasion.
Après un séjour dans un sanatorium en Suisse, où il a été transféré comme grand malade, il entreprend, dès sa rentrée en France, une période de réentraînement à l’École belge de Juvisy.
En 1920, le commandant Daumerie prend le commandement de l’École d’Aviation d’Asch, dont il assure en 1925 le transfert à Wevelghem. Il ne connaîtra pas le moindre repos tant qu’il n’aura pas fait de ce centre une école modèle. Les aviations étrangères s’y intéresseront, de nombreuses missions viendront s’y instruire et y prendre exemple. Cette école devint, sous l’égide d’un tel chef, une institution réputée dont le renom dépassa largement les frontières de la Belgique. Le colonel Daumerie fut le promoteur, l’infatigable animateur de ce centre aéronautique d’où prirent leur essor tant de candidats aux ailes.
En 1933, le colonel Daumerie est appelé aux fonctions de directeur de l’administration de l’Aéronautique civile. 
Ayant quité le service actif, le Lieutenant-Colonel aviateur est promu au grade de colonel de réserve d’aéronautique.

### Seconde Guerre mondiale
Alors qu’une grande partie du personnel de l’administration de l’aviation civile avait été évacué en mai 1940 vers la Grande-Bretagne, Joseph Daumerie ne les a pas accompagnés. C’est au mois d’août 1940, qu’il créa un réseau de renseignement militaire et d’évasion de soldats britanniques et belges, composé de militaires et d’aviateurs expérimentés. Le groupe Daumerie constitua avec le groupe de Roubaix (Joseph Dubar et Paul Joly) la première grande filière d’évasion. Plus de cent militaires britanniques qui avaient échappé à la captivité près de Dunkerque et une vingtaine de civils belges sont partis par cette filière et ont atteint la Grande-Bretagne. Plusieurs pilotes belges ont également été évacués. Ces candidats en partance vers l’Angleterre traversaient les Pyrénées avec des guides, d’autres se retrouvaient comme passagers clandestins sur un bateau qui appareillait à Marseille, d’autres encore ont tout simplement voyagé en train, avec ou sans faux papiers.
Chaque semaine, les dirigeants de réseaux connexes (Constant Martiny, Jules Doudelet et Edgard Cleempoel) se réunissaient au domicile du Colonel, 11 avenue des trois Couleurs (devenue depuis lors, avenue colonel Daumerie). 
À partir de janvier 1941, Daumerie trie les renseignements reçus directement par les agents et les sous-agents de Martiny, et décide ensuite de la nécessité de leur transmission à Londres.
Le 13 mai 1941, la G.F.P. (Geheime Feldpolizei : la police militaire) arrête Constant Martiny surpris en pleine émission de radio-télégraphie avec Londres. Elle saisit son poste, son code ainsi que sept carnets contenant le texte en clair des messages déjà transmis et – malheureusement - le nom d'un certain nombre d'agents du service. Cette trouvaille amène l'arrestation d'autres agents et celle du colonel Daumerie par la GFP (Sekretär Karpinsky, Feldwebel Gruenberg et Lemke). Lors de la perquisition de son domicile, aucun document ayant trait aux activités de résistance ne tomba entre les mains des Allemands.
Joseph Daumerie est incarcéré à Saint-Gilles à Bruxelles et ensuite à la prison de Lübeck. Des divers interrogatoires que son épouse et sa fille ont subis, il ressort qu’à cette époque, les policiers ne possédaient aucune preuve écrite contre le Colonel sauf l’indication dans le journal de Martiny de « Colonel D, Madame D et Mademoiselle D ». 
Transféré en 1942 au 3 de la Lether strasse (Berlin), Joseph Daumerie ainsi que vingt-et-un autres patriotes se trouvent réunis durant trois longues semaines devant un tribunal militaire. Le président, à longueur de journée, fait le bilan de l’activité de ces Belges courageux. Forçant l’admiration de ses juges allemands, le colonel Daumerie revendique toute la responsabilité de l’organisation. « Officier, je ne voulais pas être pris en flagrant délit de mensonge… Et puis mon aveu sauve un groupe de 22 personnes. » Offrant volontairement sa vie, son aveu protégera en effet plusieurs de ses compagnons d’infortune. Néanmoins, la sentence est terrible : Daumerie et 6 de ses compagnons sont condamnés à mort.
À l’aube du 26 août 1942, à Berlin-Tegel, eurent lieu les exécutions. C’est en chantant la « Brabançonne » que les condamnés se rendirent au poteau d’exécution. Le colonel Daumerie refuse, à ce moment tragique, de se laisser bander les yeux et il meurt face au peloton d’exécution. Ses derniers mots seront pour remercier l’aumônier militaire allemand Kreusberg qui accompagnait les prisonniers. 
Depuis lors, son corps n'a jamais été identifié avec certitude. Une plaque commémorative est déposée sur le caveau de la famille Daumerie au cimetière communal de Brugelette.

## Caractère
Tous ceux qui ont eu la chance de connaître Joseph Daumerie savaient qu’il était un être d’exception.
C’est ainsi que lors de ses études à l’École Royale Militaire, son esprit conciliant, son cœur aimable, son caractère jovial laissèrent à tous ses compagnons de l’époque le souvenir d’un compagnon exquis. Ses belles qualités lui gagnèrent l’unanime sympathie. 
Par après, en tant que commandant de l’école de pilotage, ceux qui eurent l’honneur de servir sous ses ordres, ses officiers, ses élèves et tous ceux l’approchèrent n’oublieront jamais ce chef si humain, qui sut toujours concilier les rigueurs de la discipline avec les nobles inspirations d’un cœur compréhensif et généreux.
Au magistrat nazi qui lui demande pourquoi, officier belge, il s’est livré à l’espionnage, il répond par ces paroles cinglantes et fières : « C’est précisément parce que j’étais officier que je l’ai fait. Je ne pouvais pas vous pardonner d’avoir, en vingt-cinq ans, par deux fois envahi ma patrie. »
Le Colonel Daumerie ne voulut jamais toucher aucune rémunération ni indemnité pour les services qu'il rendit, considérant qu’il était son strict devoir d’officier de fournir tout renseignement pouvant être utile à l’effort de guerre des Alliés. 

## Distinctions et récompenses
Nommé à titre posthume de « Commandeur de l’ordre de Léopold » et décoré de la Croix de guerre avec palme avec la citation suivante : 
" Avec un grand esprit chevaleresque, un désintéressement absolu, fonda dès 1940 un des premiers réseaux de renseignements et d’actions. Il sut lui donner une impulsion hardie, grouper les enthousiasmes suscités par ses brillantes initiatives et par l’ardeur de sa foi.
Il a su rendre de grands services à la cause alliée.
Arrêté en mai 1941, il eût une attitude admirable opposant à ses juges un mutisme total et donna un magnifique exemple de son esprit de sacrifice en prenant à sa charge l’activité des camarades de combat arrêtés avec lui.
Son dévouement illimité et sa confiance dans les destinées du Pays le désignent à l’admiration de tous. " 

## Honneurs
- La caserne de la base aérienne de Chièvres porte son nom.
- À Brugelette, une rue ainsi qu’une pharmacie (la maison où il vécut sa jeunesse) portent son nom. Une plaque commémorative est apposée sur sa maison natale. Son nom est gravé en lettres d'or sur le monument aux morts de la commune.
- À Woluwé-Saint-Pierre une avenue Avenue Colonel Daumerie porte son nom (avenue dans laquelle se situe son dernier domicile).

### Références

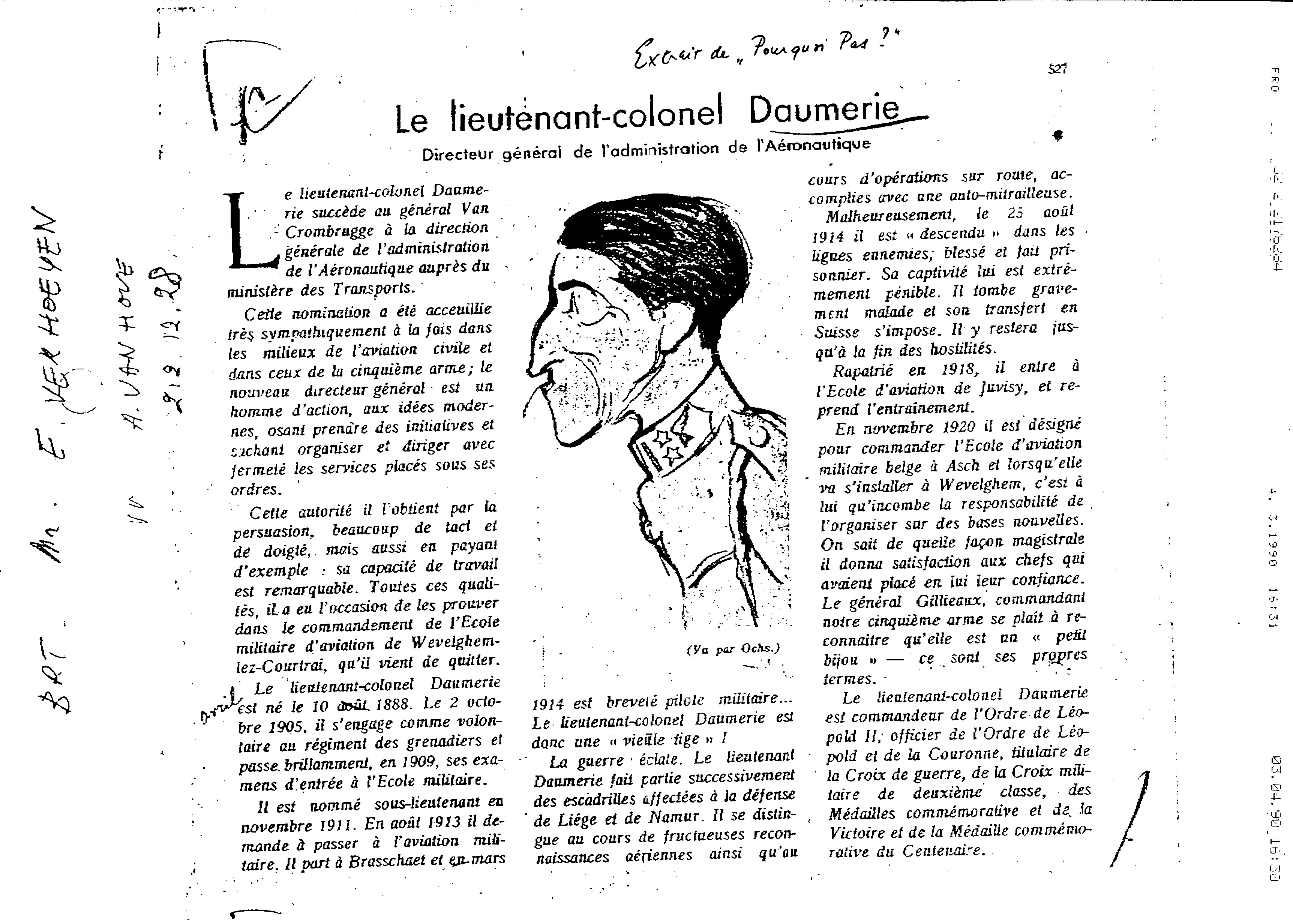
Article du Journal "Pourquoi Pas ?" Le lieutenant-colonel Daumerie Directeur de l'administration de l'aéronautique